# Campylocheta confusa
Campylocheta confusa är en tvåvingeart som beskrevs av Ziegler 1996. Campylocheta confusa ingår i släktet Campylocheta och familjen parasitflugor.
Artens utbredningsområde är Kroatien. Inga underarter finns listade i Catalogue of Life.